# جورج سايكس (لاعب كرة قدم)
جورج سايكس (بالإنجليزية: George Sykes)‏ هو لاعب كرة قدم بريطاني في مركز الهجوم، ولد في 14 أكتوبر 1994 في Buckhurst Hill ‏ في المملكة المتحدة. لعب مع نادي بارنت ونادي فارنبوروه.

## وصلات خارجية
- جورج سايكس (لاعب كرة قدم) على موقع قاعدة بيانات كرة القدم.إي يو (الإنجليزية)
- جورج سايكس (لاعب كرة قدم) على موقع Soccerbase.com (لاعب) (الإنجليزية)
- جورج سايكس (لاعب كرة قدم) على موقع Soccerway.com (الإنجليزية)